# نهر بلون

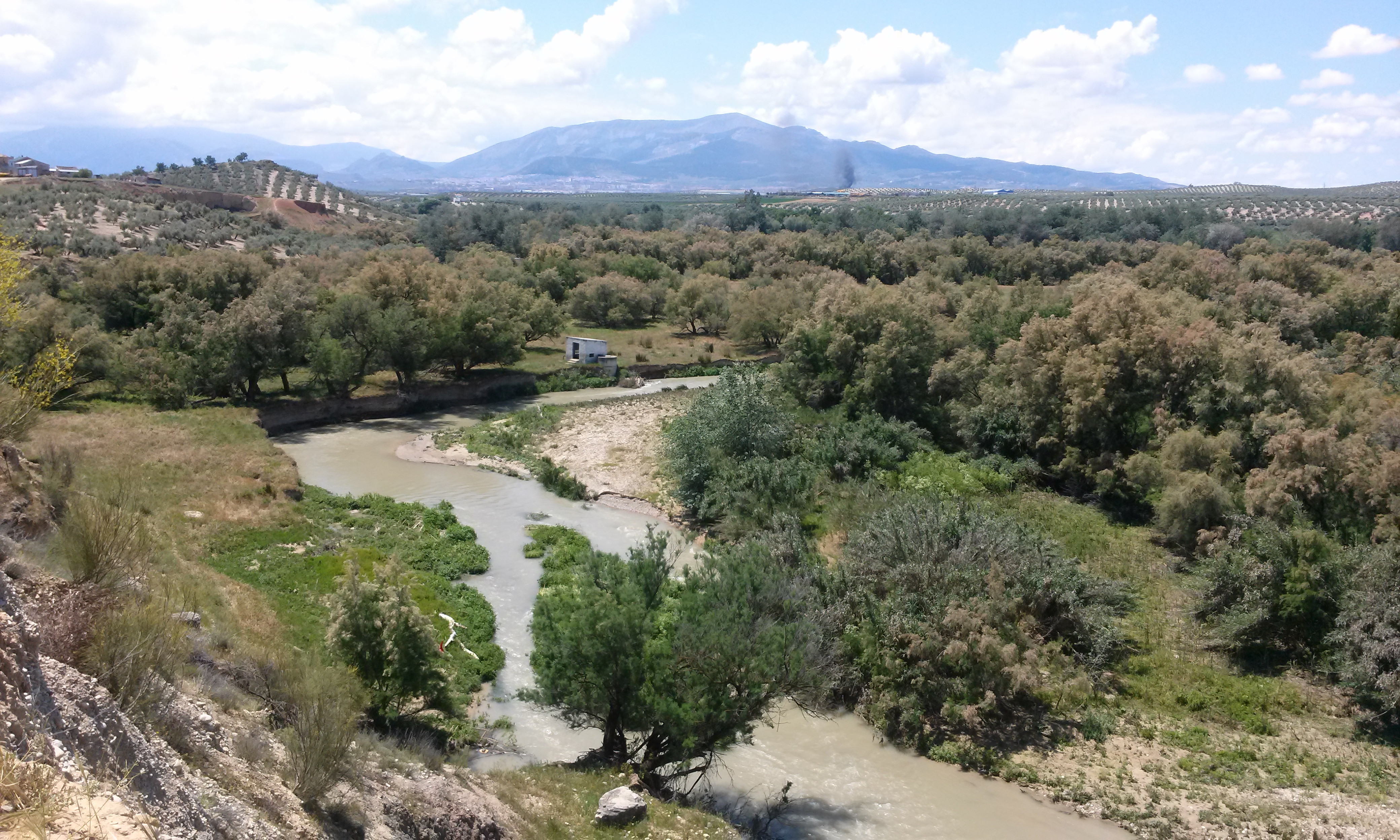
صورة لنهر بلون.

نهر بُلُون (بالإسبانية: Río Guadalbullón)‏ نهر يسيل في خاين بمنطقة الأندلس ذاتية الحكم بجنوب إسبانيا، وهو أحد الروافد الجنوبية للوادي الكبير.